# Servazziella longispora
Servazziella longispora är en svampart som först beskrevs 1938 av Ottone Servazzi och fick sitt nu gällande namn 1987 av James Reid och Colin Booth. Arten ingår i släktet Servazziella i ordningen kolkärnsvampar och divisionen sporsäcksvampar. Inga underarter finns listade i Catalogue of Life.